# Michail Iwanowitsch Stukowenkow

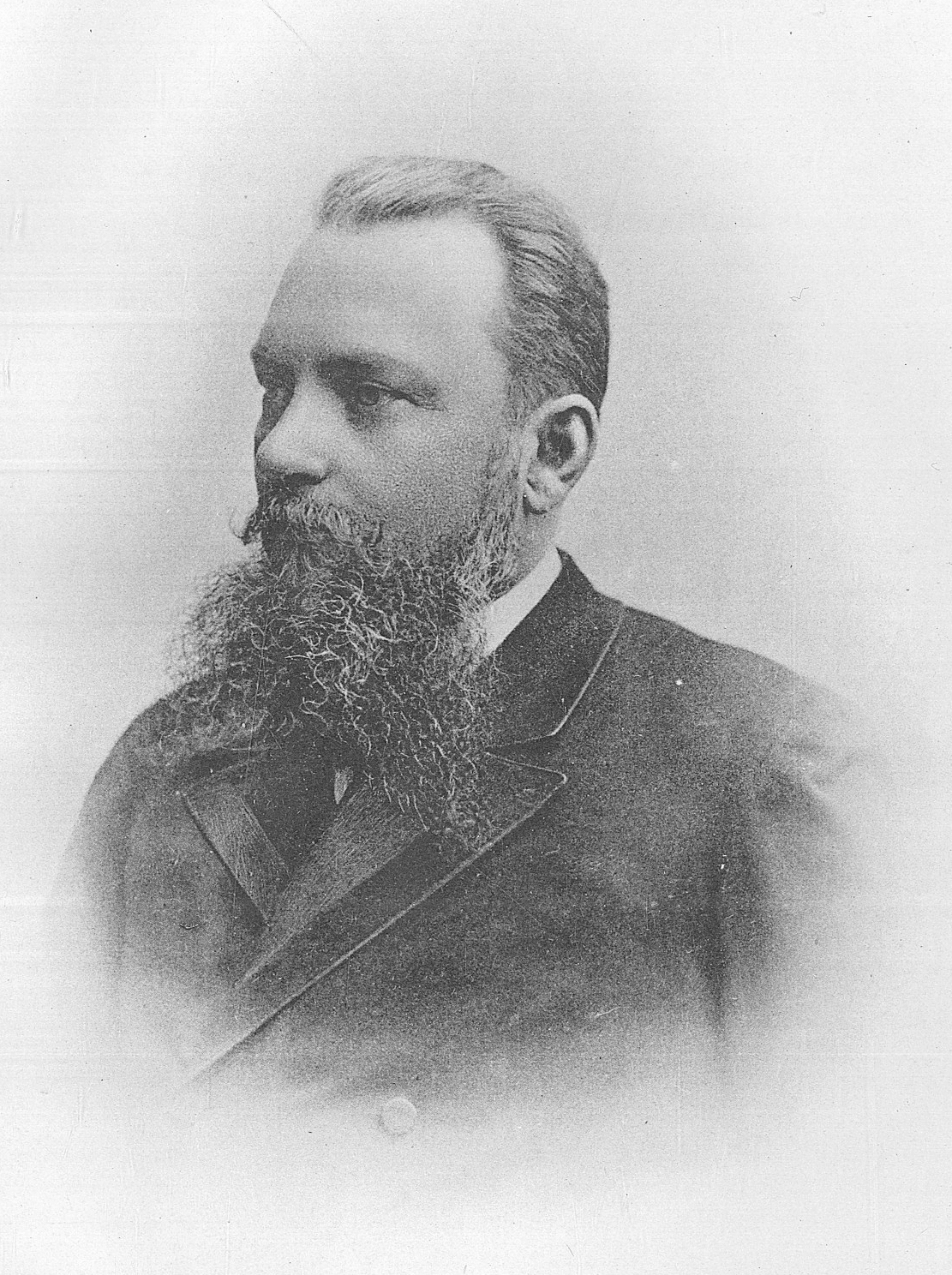
Foto von Michail Stukowenkow (unbekanntes Datum).

Michail Iwanowitsch Stukowenkow (russisch Михаил Иванович Стуковенков; * 5.jul. / 17. September 1842greg. in Sankt Petersburg; † 2.jul. / 14. März 1897greg. in Kiew) war ein russischer Mediziner und Hochschullehrer. Er befasste sich mit den Fachgebieten der Dermatologie und Venerologie, bei letzterer insbesondere mit Syphilis.

## Leben

### Herkunft und Ausbildung
Er kam als Sohn eines Pharmaziebeamten in Sankt Petersburg zur Welt und besuchte das dortige 3. Gymnasium. Nach seinem Schulabschluss immatrikulierte er sich 1861 an der Kaiserlichen Universität Sankt Petersburg, wechselte aber schon bald innerhalb der Stadt an die Medizinisch-Chirurgische Akademie. Als Gegenleistung für ein 1863 erteiltes Stipendium des wirklichen Staatsrates Fjodor Schtschukin (1797–1869) verpflichtete er sich zu einem einjährigen Wehrdienst in der Kaiserlich Russischen Armee. Sein Studium konnte er 1866 abschließen und 1871 wurde er – betreut von Doktorvater Alexej Polotebnow (1838–1907) – mit der Dissertation Über den Einfluss der Temperatur von Flüssigkeiten, die dem Körper in Form von Speisen oder Getränken zugeführt werden, auf die quantitative und qualitative Zusammensetzung der Milch zum Dr. med. promoviert.

### Berufliche Karriere
Nach seinem Studienabschluss erhielt Stukowenkow seine ersten Anstellungen an seiner Alma Mater – anfangs ab 1866 als Assistenzarzt in der militärmedizinischen Abteilung und anschließend ab 1869 für 14 Jahre als Assistent an der dermatologischen Klinik von Alexej Polotebnow. Unter Beibehaltung seiner bisherigen Haupttätigkeit wurde er 1879 sowohl zum Berater und Dozenten für Syphilidologie und Dermatologie bei Gynäkologiekursen in der Gemeinde Pokrowsk als auch zum Facharzt für Dermatologie am Sankt Petersburger Maximilianowski-Krankenhaus gewählt.
Schließlich folgte er 1883 einem Ruf der St.-Wladimir-Universität in Kiew und war dort zunächst als außerordentlicher Professor in der Abteilung für Dermatologie und syphilitische Erkrankungen tätig. Später wurde er Direktor der dermatologischen Klinik des Universitätskrankenhauses und ab 1887 bekleidete er als ordentlicher Professor den Lehrstuhl für Dermatologie und Syphiligraphie.
Stukowenkows Tod im März 1897 kam plötzlich und unerwartet: Auf der ersten Tagung der kurz zuvor von ihm mitgegründeten Physico-Medizinischen Gesellschaft Kiew war er soeben zum Präsidenten gewählt worden. Während seiner anschließenden Rede fühlte er sich unwohl und wurde in ein angrenzendes Zimmer geleitet, in dem er wenige Minuten später im Alter von nur 54 Jahren verstarb.

### Armeedienst
Während des Russisch-Osmanischen Krieges in den Jahren 1877 und 1878 diente er als Feldarzt in der Armee und wurde im Nachgang der für Russland siegreichen Schlacht von Plewna mit der Leitung der städtischen Sanitätsabteilung betraut. Dabei versorgte er auch die gefangenen osmanischen Soldaten aus dem Heer Osman Nuri Paschas medizinisch und baute Lazarette für die Osmanen auf. Im Juni 1878 ernannte man ihn zum Truppenarzt der Burgas-Abteilung der russischen Armee und Ende November gleichen Jahres kehrte er aus der aktiven Armee in seine feste zivile Stellung zurück. 

## Wissenschaftliche Leistung
Stukowenkow stand „stets an der Spitze des medizinischen Fortschritts“ und vor allem seine Arbeiten über die Behandlung von Syphilis mit Quecksilber(II)-benzoat verhalfen ihm zu Bekanntheit. Im Jahr 1886 war er der erste russische Mediziner, der die drei Krankheiten Kaposi-Sarkom, Mycosis fungoides sowie Pemphigus foliaceus beschrieb. Insgesamt publizierte er im Laufe seiner Karriere über 40 Artikel; darüber hinaus war er ein regelmäßiger und sehr geschätzter Gast auf internationalen Fachkonferenzen. In Kiew baute er im Laufe von 14 Jahren eine vorbildliche dermatologische Klinik mit moderner Ausstattung sowie diagnostischen und histologischen Laboren auf und galt als Begründer einer eigenen Lehrschule für Dermatovenerologie, die zahlreiche ihrerseits bekannte Wissenschaftler hervorbrachte, die an unterschiedlichen russischen Universitäten tätig wurden.

## Auszeichnungen
- 1874: Orden des Heiligen Stanislaw (II. Klasse)
- 1877: Orden der Heiligen Anna (II. Klasse)
- 1878: Orden des Heiligen Wladimir (IV. Klasse)
- 1879: Mecidiye-Orden (III. Klasse)
- 1879: Ernennung zum Staatsrat wegen seiner herausragenden Verdienste in der Armee
- 1882: Orden des Heiligen Wladimir (III. Klasse)
- 1893: Orden des Heiligen Stanislaw (I. Klasse)
- Medaille „In Erinnerung an den Russisch-Türkischen Krieg 1877–1878“ (Leichte Bronzemedaille)
- Medaille „In Erinnerung an die Herrschaft Kaiser Alexanders III.“
- Donau-Übergangs-Kreuz